# Boričevci
Boričevci falu Horvátországban Pozsega-Szlavónia megyében. Közigazgatásilag Bresztováchoz tartozik.

## Fekvése
Pozsegától légvonalban és közúton 11 km-re, községközpontjától légvonalban és közúton 5 km-re északnyugatra, Szlavónia középső részén, az Orljava jobb partján, a Pakrácot Bresztováccal összekötő főút mentén Pavlovci és Vilić Selo között fekszik.

## Története
A középkorban a dačanovci uradalomhoz tartozott, de írásos forrás nem említi. A török uralom idején muzulmán lakossága volt, akik a felszabadítás során Boszniába távoztak. 1697 körül katolikus horvátok települtek ide. A bresztováci uradalomhoz tartozott. Az első katonai felmérés térképén „Dorf Borisevczi” néven látható. Lipszky János 1808-ban Budán kiadott repertóriumában „Borichevczi” néven szerepel. Nagy Lajos 1829-ben kiadott művében „Borichevczi” néven 9 házzal, 83 katolikus vallású lakossal találjuk. 1857-ben 75, 1910-ben 120 lakosa volt. 1910-ben a népszámlálás adatai szerint lakosságának 98%-a horvát anyanyelvű volt. Pozsega vármegye Pozsegai járásának része volt. Az első világháború után 1918-ban az új szerb-horvát-szlovén állam, majd később (1929-ben) Jugoszlávia része lett. 1991-ben lakosságának 95%-a horvát nemzetiségű volt. 2011-ben 121 lakosa volt.

## Lakossága
| Lakosság változása | Lakosság változása | Lakosság változása | Lakosság változása | Lakosság változása | Lakosság változása | Lakosság változása | Lakosság változása | Lakosság változása | Lakosság változása | Lakosság változása | Lakosság változása | Lakosság változása | Lakosság változása | Lakosság változása | Lakosság változása |
| ------------------ | ------------------ | ------------------ | ------------------ | ------------------ | ------------------ | ------------------ | ------------------ | ------------------ | ------------------ | ------------------ | ------------------ | ------------------ | ------------------ | ------------------ | ------------------ |
| 1857               | 1869               | 1880               | 1890               | 1900               | 1910               | 1921               | 1931               | 1948               | 1953               | 1961               | 1971               | 1981               | 1991               | 2001               | 2011               |
| 75                 | 94                 | 75                 | 74                 | 92                 | 120                | 143                | 149                | 147                | 161                | 152                | 140                | 144                | 113                | 137                | 121                |